# گوردون اچ. باور
گوردون اچ. باور (انگلیسی: Gordon H. Bower؛ زادهٔ ۳۰ دسامبر ۱۹۳۲ – درگذشته ۱۷ ژوئن ۲۰۲۰) روانشناس اهل ایالات متحده آمریکا بود. او یک روانشناس شناختی بود که در خصوص حافظه بشری، درک زبان، احساسات و تغییر رفتار مطالعه می کرد.
وی همچنین برندهٔ جوایزی همچون نشان ملی علوم شده‌بود.